# Katharina Rutschky
Katharina Rutschky  (n. 25 ianuarie 1941, Berlin, Germania Nazistă – d. 14 ianuarie 2010, Berlin, Germania) a fost o jurnalistă și autoare germană, care a fost preocupată în special de probleme legate de pedagogie. Rutschky a devenit cunoscută după publicarea cărții Schwarze Pädagogik (Pedagogia neagră) care este o culegere a surselor obținute din perioada secolelor al XVIII-lea și al XIX-lea.